# 山田勝三
山田 勝三（やまだ かつぞう、1944年9月13日 - 2013年8月28日）は、福井県の実業家。山田商事株式会社創業者。福井実業高校（現・福井工業大学附属福井高等学校）卒業。「福井の不動産王」として知られる。カツラ着用者である。
大甥（兄の孫）にプロ野球選手の山田修義がいる。
2013年8月28日午後2時頃、肺炎治療のため入院していたあわら市内の病院にて死去。満68歳没。

## 人物
福井市在住の大金持ちとして、TBS「アッコにおまかせ!」など、たびたびマスメディアに登場している。髙島屋で販売された「ハローキティペンダント」（577万円）を即金で購入した。
大の長嶋茂雄ファンであり、福井市内にある敷地830坪、時価20億円の豪邸には長嶋茂雄の等身大の銅像がある。敷地周辺には駐車場が多数あり、大地主ぶりを発揮している。2007年4月には自宅を改造し、スポーツ・ミュージアム山田コレクションを開館した（2013年に閉館）。
「株式公開直後のセブンイレブンに1億円を投資した」「セブンイレブンの個人株主の筆頭」と称していたが、上場当時から半期ごとに公表されているセブンイレブンの大株主上位10名には一度も名前が出ていない。現在セブンイレブンはセブン&アイ・ホールディングスに再編されているが、最大の個人株主は現在まで一貫してイトーヨーカ堂やセブンイレブン・ジャパンの創業者の伊藤雅俊である。